# 뇌교육
뇌교육(腦敎育)은 21세기 뇌의 시대적 흐름 속에 뇌 관련 제반 지식을 활용해 인간의 본질적 가치를 자각하고, 삶 속에서 이를 실현하기 위한 철학, 원리, 방법을 연구하는 뇌융합학문이다.  서구 중심의 학습과학, 뇌기반학습, 뇌기반교육, 신경교육과 달리, 뇌교육은 한국에서 가장 앞서 정립되었다. 한국은 뇌활용 분야에서, 뇌교육의 학사, 석사, 박사 학위과정을 세계에서 처음으로 갖추었으며, 2009년 한국 교육부는 두뇌훈련 전문가인 브레인트레이너를 국가공인화했다.
1990년 설립되어, 2007년 유엔경제사회이사회(UN-ECOSOC) 협의지위기관에 등록된 한국뇌과학연구원(KIBS)이 뇌교육의 대표 연구기관이다. 글로벌사이버대학교는 뇌교육 학부과정을 운영하는 뇌교육 특성화 대학이며, 국제뇌교육종합대학원대학교는 뇌교육 석박사 학위과정을 운영한다.